# بری وادل
بری وادل (انگلیسی: Barry Waddell؛ زادهٔ ۲۱ اکتبر ۱۹۳۶) دوچرخه‌سوار اهل استرالیا است.